# Icatibant
L’icatibant, un peptidomimétique composé de dix acides aminés, est un antagoniste efficace et spécifique des récepteurs B2 de la bradykinine.
La bradykinine est une hormone peptidique, qui est formée dans l’organisme au niveau local dans les tissus, et ce très souvent en réaction à un traumatisme. La bradykinine augmente la perméabilité des capillaires, dilate les vaisseaux sanguins, et entraîne aussi la contraction des muscles lisses. Cette hormone joue un rôle important dans la médiation de la douleur.
Une concentration excessive de bradykinine est responsable des symptômes typiques de l’inflammation tels que gonflement, rougeur, chaleur, et douleur. Ces symptômes sont médiés par l’activation des récepteurs B2 de la bradykinine. Icatibant est le premier antagoniste des récepteurs B2 de la bradykinine. En bloquant ces récepteurs, l'Icabitant inhibe le principal médiateur de l'angio-œdème héréditaire (AOH) et prévient la formation des œdèmes dans tous les types d'attaques.
Le principe actif a été licencié en 2001 par Aventis. Le 15 juillet 2008, l'Agence Européenne pour l'Évaluation des Médicaments (EMEA) a autorisé la mise sur le marché de l'Icatibant pour le traitement des crises aiguës d'angio-œdème héréditaire.

## Efficacité
Il écourte l'évolution de l'angio-œdème provoqué par l'administration d'un inhibiteur de l'enzyme de conversion.